# 미네가하라 신호장
미네가하라 신호장(峰ヶ原信号場)은 에노시마 전철선의 신호장으로, 에노시마 전철 가마쿠라코코마에 역과 시치리가하마 역 사이에 있다. 일본 가나가와현 가마쿠라시에 있다. 열차교행을 위한 신호장이므로 여객취급은 하지 않으며, 여객시설도 없고, 승강장도 없다. 열차교행을 위한 시설과 신호설비, 이를 관리 및 관제하는 건물만이 갖추어져 있다. 이 신호장에 들어오는 모든열차는 교행하는 열차가 있는지 없는지를 따지지 않고 일단정차한다.

## 개요
미네가하라 신호장은 열차교행을 위한 신호장으로, 2선의 구조를 가지고 있다. 단선노선인 에노시마 전철선에서 열차를 증차 하기 위해서는 열차가 교행할 수 있는 장소를 늘려야 했다. 이를 위해 미네가하라 신호장은 전후(戰後, 태평양전쟁)에 개설되었다. 동시에 근처에 있던 히사카 역(日坂駅)이 가마쿠라코코마에 역으로 이름이 바뀌었다. 현재는 새벽이나 심야열차를 제외한 모든 열차가 이 신호장에서 반드시 정차하게 되어있는 열차시각표가 작성되고 있다.
선로 옆에는 미네가하라 전기실이라는 건물이 있으며, 이곳에서 신호와 관계된 조작이 자동으로 이루어지고 있고, 비상시에는 직원이 출장을 나와 직접 교행을 담당하기도 한다.
또한, 옛날 이 신호장 부근에 구 시치리가하마 역이 있었다. 현재의 시치리가하마 역은 2차 세계대전 중에 구 시치리가하마 역이 폐역된 후, 1951년에 유키아이 역의 이름을 바꾼 것이다. 구 시치리가하마 역과 유키아이 역(현재의 시치리가하마 역) 사이에는 미네가하라 역이, 히사카 역(현재의 가마쿠라코코마에 역)과 구 시치리가하마 역 사이에는 다니자와 역이 있었다.
- 옛날 역 순서 : 히사카 - 다니자와 - 시치리가하마 - 미네가하라 - 유키아이(이전에는 다나베였다.)

- 현재 역 순서 : 가마쿠라코코마에 - 미네가하라 신호장 - 시치리가하마

## 역사
미네가하라 신호장은 1953년 8월 20일에 개설되었다.